# Moslins
Moslins ist eine französische Gemeinde mit 285 Einwohnern (Stand 1. Januar 2022) im Département Marne in der Region Grand Est. Sie gehört zum Arrondissement Épernay.

## Geografie
Moslins liegt im Westen der Region Champagne-Ardenne, 34 Kilometer südwestlich von Reims und acht Kilometer südwestlich von Épernay, zwischen Morangis im Westen und dem Weiler Montgrimaux, der zu Grauves gehört, im Osten. Der Bach Argensolle fließt durch das Gemeindegebiet.

## Geschichte
Der Ortsname Moslins ist von moulin abgeleitet, dem französischen Wort für „Mühle“.
Am Argensolle befand sich die Zisterzienserinnenabtei Argensolles. Infolge der Französischen Revolution (1789–1799) wurden die Gebäude verkauft. Heute sind bei der Ferme d’Argensolles nur noch Ruinen des Klosters zu sehen. Ein Gisant (liegende Grabstatue) aus Moslins von Blanka von Navarra wird heute im Museum von Châlons-en-Champagne gezeigt.

### Bevölkerungsentwicklung
| Jahr                       | 1962 | 1968 | 1975 | 1982 | 1990 | 1999 | 2007 | 2018 |
| -------------------------- | ---- | ---- | ---- | ---- | ---- | ---- | ---- | ---- |
| Einwohner                  | 192  | 192  | 183  | 227  | 237  | 230  | 274  | 304  |
| Quellen: Cassini und INSEE |      |      |      |      |      |      |      |      |

## Wirtschaft
Wichtige Erwerbszweige der Moslinois sind Weinbau und die Zucht von Hausrindern. Ein lokales Produkt ist Champagner der Klasse Cru-normal. Es gibt eine Baumschule vor Ort.